# Alcool gras

Structure de base des alcools gras linéaires (n>6).

Un alcool gras est un alcool à longue chaîne carbonée possédant pour la plupart d'entre eux un nombre pair d'atomes de carbone. Leur estérification avec un acide gras forme les cérides.

## Exemples
- Octan-1-ol, octan-2-ol et 2-Éthyl-1-hexanol (alcools en C8)
- Nonan-1-ol (C9)
- Décan-1-ol (C10)
- Undécanol (C11)
- Dodécan-1-ol ou alcool laurylique (C12)
- Tétradécan-1-ol ou alcool myristylique (C14)
- Hexadécanol ou alcool cétylique (C16) ou H3C-(CH2)15-OH
- Octadécanol ou alcool stéarylique (C18)
- Docosanol (C22)
- Policosanol (C26-C36)
- Triacontanol ou alcool myricylique (C30)

Les alcools gras alkoxylés sont, comme les CiEj, des composés répondant à la formule générale CH3-(CH2)i-1-(O-C2H4)j-OH.